# Радаешти (Васлуј)
Радаешти (рум. Rădăești) насеље је у Румунији у округу Васлуј у општини Богданица. Oпштина се налази на надморској висини од 145 m.

## Становништво
Према подацима из 2002. године у насељу је живело 125 становника, од којих су сви румунске националности.